# Witali Schmakow
Witali Wladimirowitsch Schmakow (* 1961; russisch Виталий Владимирович Шмаков, englische Transkription Vitaliy Shmakov) ist ein belarussischer Badmintonspieler.

## Karriere
Witali Schmakow gewann 1982 erstmals die USSR International und ein Jahr später auch erstmals die nationalen Titelkämpfe in der Sowjetunion. Des Weiteren siegte er bei den Austrian International, Hungarian International, Bulgarian International und den Swiss Open. Er nahm mehrfach an den Weltmeisterschaften teil.